# Макдермид Парк
«Макде́рмид Парк» — стадион в Перте, Шотландия. Открылся в 1989 году, вместимость — 10 673 зрителя, все места сидячие.

## История
Футбольный клуб «Сент-Джонстон» играл на «Мьюэртон Парк» с 1924 года, но к началу 1980-х годов состояние «Мьюэртон Парка» начало ухудшаться. Клуб тогда играл во Втором дивизионе и не имел денег на починку стадиона. В декабре 1986 года в клуб пришло предложение, что Asda выкупит эту землю и построить на ней супермаркет с примыкающим к нему катком. Взамен «Святые» бесплатно переезжают на новый стадион на западной окраине города. Местный фермер Брюс Макдермид пожертвовал 16 акров своей земли, на которых теперь располагается стадион. Этот участок на тот момент оценивался в £400 000, но фермер заявил, что пожертвования этих «полей ягод и ячменя» — подарок всем жителям Перта. Руководство «Сент-Джонстона» настояло, чтобы Брюс Макдермид согласился получить 20 % акций и должность почётного президента клуба. В докладе Тейлора сказано, что счастливое стечение обстоятельство позволило клубу начать строительство.
Стадион был спроектирован Перси Джонсоном-Маршаллом и построен компанией Miller Construction. Стадион был разработан по правилам, которые в скором времени были изменены. Работы начались в декабре 1988 года, а к началу сезона 1989/90 стадион уже был готов. Хотя «Макдермид Парк» был открыт уже после трагедии на «Хиллсборо», большая часть планирования и постройки уже была завершена. Лорд Тейлор посетил стадион во время своего расследования Трагедии.
Первый матч прошёл 19 августа 1989 года. В тот день в рамках Первого дивизиона был обыгран «Клайдбанк» со счётом 2:1. Эта встреча в первом матче сезона прошла подчёркнуто скромно, без каких-либо празднеств, так как это ещё не было официальным открытием стадиона. 17 октября 1989 года в гости к «Сент-Джонстону» приехал «Манчестер Юнайтед» со своим сильнейшим составом. Главным тренером гостей был бывший игрок «Сент-Джонстона» Алекс Фергюсон, а в их составе блистали такие игроки, как Джим Лейтон, Стив Брюс, Гари Паллистер, Брайан Робсон, Пол Инс, Брайан Макклер, Марк Хьюз и Ли Шарп. Макклер тогда забил единственный гол перед 9 780 зрителями. Легендарные сэр Мэтт Басби и сэр Бобби Чарльтон также присутствовали на том матче. Через 30 минут после начала матча стадион погрузился в темноту, так как из строя вышла подстанция. И хотя на стадионе были экстренные генераторы, способные обеспечить весь стадион светом, матч возобновили лишь через 23 минуты.
В первом же сезоне на новом стадионе клуб добился повышения и вышел в Премьер-лигу. Первом же сезоне в элитном дивизионе средняя посещаемость составляла около 6 000 человек, что было в три раза больше, чем на «Мьюэртон Парк». Это побудило руководство расширить стадион ещё на приблизительно 600 мест, что повысило вместимость до 10 700 человек. На «Макдермид Парк» также проходят матчи молодёжной и женской сборных Шотландии. В середине 90-х посещаемость упала до в среднем 4 000 зрителей, но это тем не менее в два раза больше, чем на «Мьюэртоне».
В 2011 году были объявлен план снести северную трибуну вместимостью 2 000 зрителей. Это позволит местному Совету построить дорогу, соединяющую Перт с трассой А9. Председатель клуба Джефф Браун оправдывал это тем, что сравнимые клубы, такие как «Инвернесс» и «Сент-Миррен», построили стадионы с меньшей вместимостью.

## О стадионе

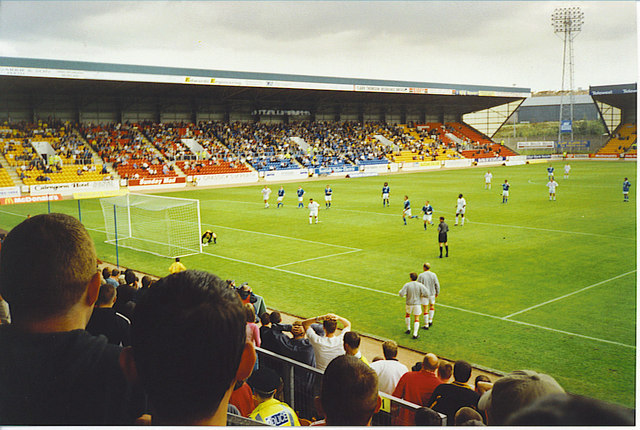
«Сент-Джонстон» принимает «Абердин» в 2001 году. Вид с Северной трибуны

«Макдермид Парк» — первый британский футбольный стадион, на котором все места сидячие. Он состоит из 4 крытых одноуровневых трибун. Возле стадиона есть парковка на тысячу мест и прилегающее искусственное поле (используется во время тренировок команды). Внутри Западной трибуны находятся конференц-зал и ресторан. Три трибуны имеют одинаковую высоту, а Западная немного выше. На ней также увеличено пространство для ног и есть места с мягкими сиденьями. Они предназначены для держателей абонементов и представителей клуба. В северо-восточном углу расположено электронное табло. На стадионе стоят прожекторы, которые использовались на «Мьюэртон Парк».
Южная трибуна стадиона названа в честь Вилли Ормонда, который в начале 1970-х годов был менеджером клуба, а затем ушёл тренировать сборную Шотландии. Внутри «трибуны Ормонда» находится клубный магазин, который открывается только перед матчами и после них. Раньше эта трибуна считалась семейной. У клуба есть несколько вариантов размещения болельщиков гостей. Если их несколько сотен или меньше, они, как правило, занимают северную часть Западной трибуны. Если традиционно фанатов больше, то они также размещаются на Северной трибуне. Также при особых обстоятельствах для гостей открывают часть «трибуны Ормонда».
«Макдермид Парк» нередко критикуют из-за того, что козырьки не всегда закрывают передние ряды трибун. Также клуб получал критику за то, что гостевые фанаты получали больше мест на стадионе, чем болельщики хозяев, но это стало обычной практикой.

## Другие варианты использования стадиона

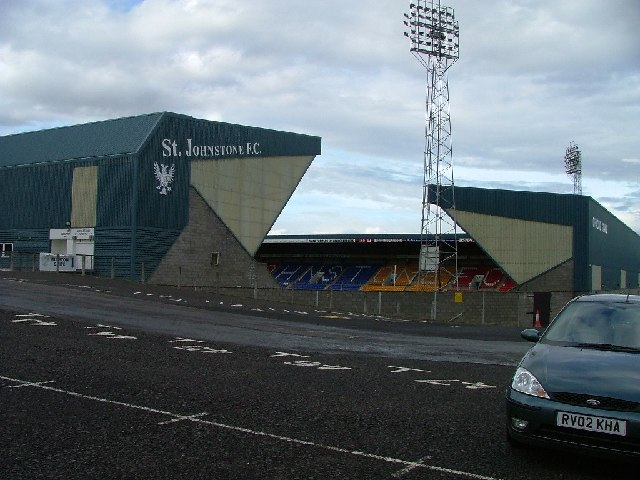
Вид на «Макдермид Парк» с парковки. Угол Западной трибуны и «трибуны Ормонда»

### Регби
Профессиональный регбийный клуб «Каледониан Редс» проводил некоторые домашние игры на «Макдермид Парк», пока не слился с «Глазго Уорриорз» в 1998 году. «Уорриорз» также сыграли на стадионе несколько домашних игр, но затем начали играть их в Глазго.
13 ноября 2004 года сборная Шотландии по регби сыграла здесь против сборной Японии в первом в истории матче севернее реки Форт. Шотландцы тогда выиграли со счётом 100:8. Это был первый раз, когда «чертополохи» заработали 100 очков за матч. Это до сих пор крупнейшая победа сборной Шотландии.
Сборная Шотландии «А» (вторая по силе регбийная сборная Шотландии) сыграла на стадионе несколько матчей: победила сборную Италии и сыграла вничью со сборной Аргентины в 1999 году, победила сборную Самоа в 2000-м и проиграла Италии в 2001-м. 21 ноября 2006 года Сборная «А» приняла в Перте сборную Австралии — это был первый за три года матч сборной в Шотландии. 23 февраля 2007 Шотландия «А» вновь играла на «Макдермид Парк» с Италией.

### Неспортивные мероприятия
Много лет на «Макдермид Парк» проходило собрание шотландских Свидетелей Иеговы. Это событие собирало тысячи людей каждое лето. В июле 2009 года на стадионе прошло массовое крещение, для чего были установлены три десятиметровых бассейна. В 2012 году прошло последнее собрание на этом стадионе, так как организация решила проводить эти мероприятия на SSE Hydro в Глазго.
6 июля 2008 года Элтон Джон стал первым музыкантом, сыгравшим на стадионе.